# Doçent
Doçent (Abk. Doç.) ist ein türkischer akademischer Grad. Er entspricht in etwa dem Titel Privatdozent. Der Grad „Doçent“ steht über dem Doktor und beinhaltet keine Lehrverpflichtung. Die Hauptvoraussetzung ist eine erfolgreiche Promotion. Daneben müssen Sprachkenntnisse in einer der Hauptverkehrssprachen und wissenschaftliche Forschung und Veröffentlichungen nachgewiesen werden. Anwärter auf den Grad werden Yardımcı Doçent genannt.
Verantwortlich für das Verfahren ist ein Gremium mit der Bezeichnung Üniversitelerarası Kurul („interuniversitäres Gremium“), das im Jahr 1946 erstmals eingerichtet wurde. Es besteht aus einem Vertreter, den die Rektoren oder Dekane jeder Universität für jeweils zwei Jahre bestimmen. Dieses Gremium bestimmt für jeden Kandidaten eine fünfköpfige Jury. Diese prüft die Veröffentlichungen und hält eine mündliche Prüfung ab.
Die frühere Bezeichnung für Doçent lautete Müderris und der Yardımcı Doçent wurde Müderris Muavini genannt.